# Alejandro Berber
Alejandro Berber Castañón (n. Monterrey Nuevo León, México, 3 de agosto de 1987) es un exfutbolista mexicano, jugaba en la posición de lateral y se retiró en julio de 2020.

## Trayectoria
Forjado de las fuerzas básicas de Monterrey donde fue dado de alta al primer equipo en el Apertura 2006 aunque no llegó a debutar hasta el Apertura 2007 fue transferido al Puebla Fútbol Club donde hizo su debut en primera división; en un Necaxa 2-1 Puebla donde fue titular y jugó 58 minutos, en ese torneo fue el único que disputó con los camoteros y tuvo más a actividad en el máximo circuito estuvo en 5 partidos 4 como titular acumulando 258 minutos.
Para el siguiente torneo regresa a rayados donde no tiene la actividad deseada alternando partidos con el equipo filial.
Para el apertura 2009 se fue a la liga de ascenso jugando para Guerreros FC de Hermosillo, donde también disputó torneos con varios clubes de esa división

## Clubes
| Club                       | País   | Año           |
| -------------------------- | ------ | ------------- |
| Club de Fútbol Monterrey   | México | 2006-2007     |
| Puebla Fútbol Club         | México | 2007          |
| Club de Fútbol Monterrey   | México | 2008-2009     |
| Guerreros FC de Hermosillo | México | 2009          |
| Universidad de Guadalajara | México | 2010-2011     |
| Veracruz                   | México | 2011-2012     |
| Correcaminos UAT           | México | 2012-2015     |
| Veracruz                   | México | 2015-2016     |
| Club Zacatepec             | México | 2016-presente |

### Títulos nacionales
| Título     | Club      | País   | Año  |
| ---------- | --------- | ------ | ---- |
| Ascenso MX | Alebrijes | México | 2019 |